# 约翰·沃纳梅克
约翰·沃纳梅克（John Wanamaker 1838年7月11日—1922年12月12日, ) 是一名 美国商人，被认为是百货商店之父。 约翰·沃纳梅克生于美国宾夕法尼亚州费城。
1875年他购买了一个废弃的铁路仓库，改建成一个大商场——沃纳梅克氏, 一般认为这是美国第一家百货商店。1896年在纽约他的第二家商店正式营业，接下来他的连锁商店不断壮大。
沃纳梅克作为一个崇敬耶稣的商人在工作中勇于革新，十分富于创新精神，此外他还是个营销天才, 然而他一直十分的低调。
1889年Wanamaker为鼓励借鉴创办了第一家小额储蓄银行。
1889年Wanamaker被美国总统本杰明·哈利森任命为美国邮政部长。 Wanamaker任期到1893年结束，在此期间他进行了行之有效的改革，大大提升了邮政服务的效率。
到1922年去世时，据评估他的财产达到350万美元。他拥有2所大型建筑：一个是他的市政厅，位于Walnut大街2032号，模仿英国领主宅邸样式建造。另一所叫做菩提树大厦，位于宾夕法尼亚的Cheltenham镇约克路，华盛顿小巷下面。  A station - Chelten Hills - was constructed in addition to his vast mansion. 直到1978年他的家族才真正拥有他的连锁店。

## 名言
- “当政府官员是我的副业，做儿童主日学校教师才是我的主要工作。”
- “十岁那年，我以二元七十五分钱买了一本漂亮的真皮圣经，那是我一生中最伟大的投资，因为那本圣经造就了今日的我。”
- “我在广告上的投资有一半是无用的，但是问题是我不知道是哪一半。”之后被称为广告界的哥特巴赫猜想。
- “你的汽车坏了可以在坏的地方修补一下，但是请不要让你的生命中也有残缺的东西。”
- "A little more effort on the part of everybody to make the times better, and better times will surely come along."
- “顾客永远是正确的。” (这一想法是早于他20年的Harry Gordon Selfridge首先提出的：顾客的需求应当放在第一位。然而约翰把它真正在美国推广，并形成了文化。)

## 主要事迹
- 首创大型综合商场模式，降低产品成本和价格。
- 首创商品退回制度，保障消费者权利。
- 首创连锁店经营模式。
- 深入贯彻“一切为了顾客”这一理念，使其真正成为制度。
- 给予员工修长假的权利。
- 资助Anna Joiviet，成功将5月第二个星期日定位美国的母亲节。

## 参看
Wanamaker's 大型综合商场